# Cryptagama
Cryptagama aurita є видом ящірки-агамідів, що зустрічається в посушливих північно-східних внутрішніх районах Західної Австралії та прилеглій території Північної території. Cryptagoma aurita — єдиний вид у своєму роду.

## Опис
Дорослі Cryptagama aurita дуже приземкуваті, з короткими кінцівками та хвостом з тупим кінчиком, який коротший за тіло. Їх колір коливається від блідо-червонувато-коричневого до цегляно-червоного, з блідо-коричнево-сірим на голові та спині. Вони досягають загальної довжини (включаючи хвіст) ≈ 7.4 см. Мешкаючи в районах спініфексу та гіберових рівнин, вони еволюціонували, щоб імітувати зовнішній вигляд гіберового каменю.